# Khao Chakan (huyện)
Khao Chakan (tiếng Thái: เขาฉกรรจ์) là một huyện (amphoe) ở phía tây của tỉnh Sakaeo, miền đông Thái Lan.

## Địa lý
Các huyện giáp ranh (từ phía bắc theo chiều kim đồng hồ) là: Mueang Sa Kaeo, Watthana Nakhon, Khlong Hat và Wang Nam Yen of tỉnh Sakaeo, và Tha Takiap của tỉnh Chachoengsao.

## Lịch sử
Tiểu huyện (king amphoe) Khao Chakan được lập 30 tháng 4 năm 1994 với 4 tambon được tách ra từ Mueang Sa Kaeo. Ngày 1 tháng 10 năm1 1997 đơn vị này được nâng cấp thành huyện.

## Hành chính
Huyện này được chia thành 4 phó huyện (tambon), các đơn vị này lại được chia ra thành 62 làng (muban). Không có khu vực đô thị, có further 4 Tổ chức hành chính tambon.
| STT. | Tên          | Tên Thái | Số làng | Dân số |  |
| ---- | ------------ | -------- | ------- | ------ |  |
| 1.   | Khao Chakan  | เขาฉกรรจ์ | 11      | 10.970 |  |
| 2.   | Nong Wa      | หนองหว้า  | 23      | 21,547 |  |
| 3.   | Phra Phloeng | พระเพลิง  | 16      | 16.610 |  |
| 4.   | Khao Sam Sip | เขาสามสิบ | 12      | 7.950  |  |